# Ṭhe
Ṭhe (Sindhi: ٺي ṭhē; ٺ) ist der achte Buchstabe des erweiterten arabischen Alphabets des Sindhi. Ṭhe besteht aus einem Tā' (ت) mit einem über- statt nebeneinander gesetzten Paar an diakritischen Punkten.
In der arabischen Schrift des Sindhi steht Ṭhe für den aspirierten stimmlosen retroflexen Plosiv [ʈʰ]. Das Äquivalent zum Ṭhe ist im Devanagari des Sindhi das Zeichen ठ, in lateinischen Umschriften wird Ṭhe meist mit ṭh, jedoch auch mit t́h, wiedergegeben. In einer älteren Form des Sindhi-Alphabets waren die Funktionen der Zeichen ٽ und ٺ umgekehrt.
Das Zeichen ist im Unicodeblock Arabisch als Tteheh am Codepunkt U+067A und im Unicodeblock Arabische Präsentationsformen-A an den Codepunkten U+FB5E bis U+FB61 kodiert.
| Unicode-Codepoint | Unicode-Name                       | Zeichen |
| ----------------- | ---------------------------------- | ------- |
| U+067A            | ARABIC LETTER TTEHEH               | ٺ       |
| U+FB5E            | ARABIC LETTER TTEHEH ISOLATED FORM | ﭞ       |
| U+FB5F            | ARABIC LETTER TTEHEH FINAL FORM    | ﭟ       |
| U+FB60            | ARABIC LETTER TTEHEH INITIAL FORM  | ﭠ       |
| U+FB61            | ARABIC LETTER TTEHEH MEDIAL FORM   | ﭡ       |